# Сявавко Мар'ян Степанович

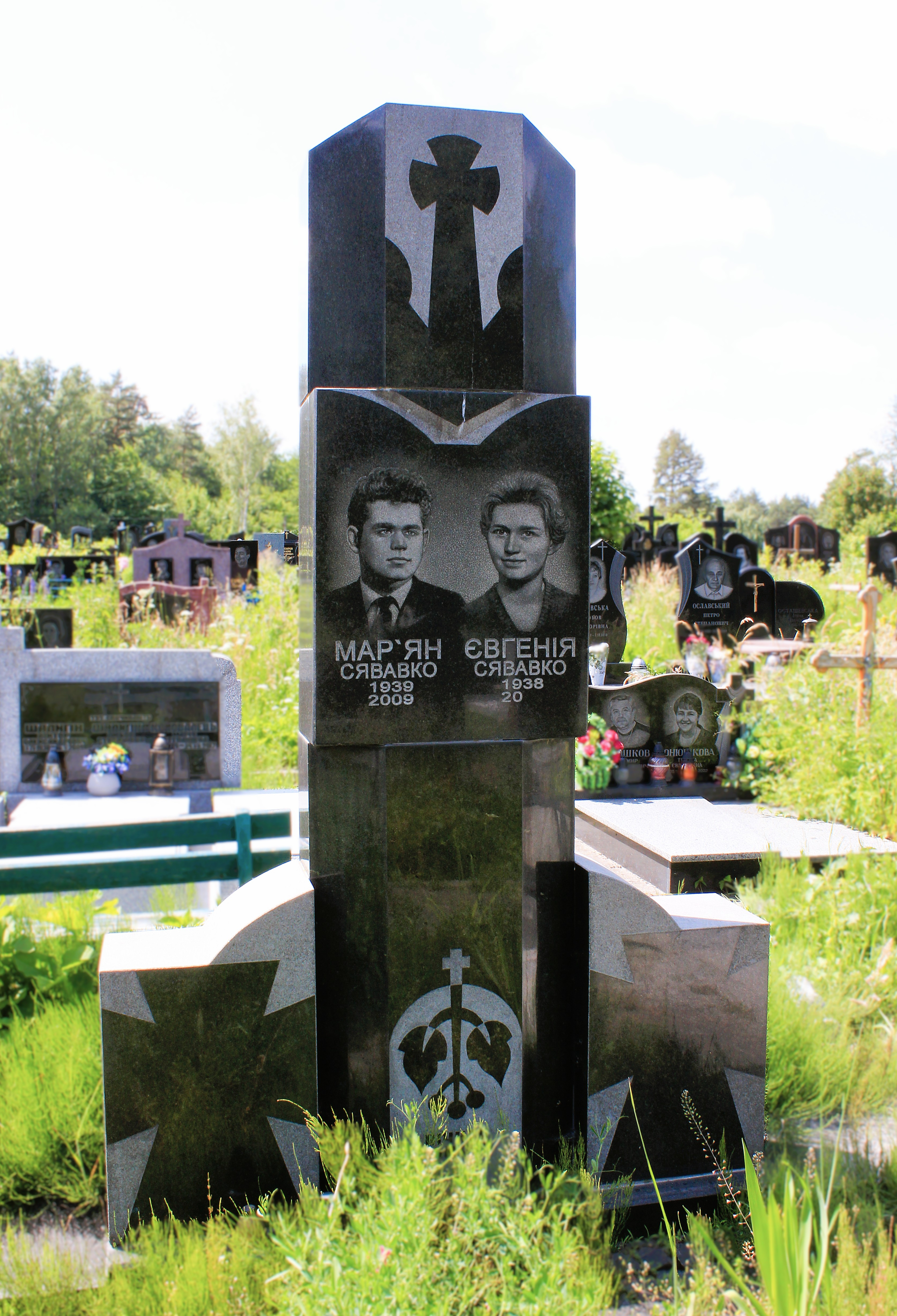
Надгробок Мар’яна Сявавка-професора, доктора фізико-математичних наук, завідувача кафедри Львівського аграрного університету.

Сявавко Мар'ян Степанович (17 липня 1939, Мужиловичі, Яворівський район, Львівська область -- 13 червня 2009) — доктор фізико-математичних наук, професор, член-кореспондент Академії економіки України. Завідувач кафедри інформаційних технологій Львівського державного аграрного університету.

## Біографічні відомості
Сявавко Мар'ян народився в селі Мужиловичі Яворівського району Львівської області. В 1956 році закінчив Родатицьку середню школу. В 1961 році закінчив механіко-математичний факультет Львівського державного університету ім. І. Франка. Одержав спеціальність математика-обчислювача. Із серпня 1961 року по лютий 1987 року працював у Львівському політехнічному інституті. На кафедрах математики пройшов щаблі викладача: асистента, старшого викладача, доцента і професора. Вісім років (1987–1995) працював старшим науковим співробітником Інституту прикладних проблем механіки і математики НАН України.
Похований на 6 в полі Голосківського цвинтаря.

## Наукова діяльність
Кандидатську дисертацію на тему «Деякі питання теорії рівнянь у функціональних похідних» за спеціальністю 01.01.02 — функціональний аналіз і теорія функцій — захистив у м. Львові в 1968 році.
Докторська дисертація «Теорія і застосування інтегральних ланцюгових дробів за мірою» за спеціальністю 01.01.07 — обчислювальна математика — була захищена в м. Новосибірську (Росія) 1990 році.
Із жовтня 1995 року Сявавко М. С. працює завідувачем кафедри інформаційних технологій Львівського державного аграрного університету, доктор фізико-математичних наук, професор, член-кореспондент Академії економіки України.
Сявавко М. С. вирішив наукові проблеми: 1) доведена теорема Коші — Ковалевської для континуального випадку; 2) введено нове поняття — інтегрального ланцюгового дробу (ІЛД); 3) вивчено властивості та встановлені ознаки збіжності ІЛД; 4) розроблено алгоритм перетворення інтегростепеневих рядів у ІЛД; 5) з єдиних методологічних позицій викладено теорію розв'язків лінійних операторних рівнянь: 6) здійснена мероморфна регуляризація розв'язків рівнянь першого роду для некоректно поставлених задач; 7) на підставі нових підходів (апроксимант Паде та нечітких множин) викладено способи математичного опису та аналізу різноманітних задач прийняття рішень в економіці, землекористуванні, агрономії, медицині та біології; 8) на засадах використання унікальних властивостей людського розуму (здатності до самонавчання та лінгвістичності) запропонована концепція побудови математичних моделей інтелектуальних задач.
Сявавко М. С. є автором, або головним співавтором, 4 монографій:
- Сявавко М. С. Інтегральні ланцюгові дроби. — Київ: Наук. думка, 1994. — 205 с.
- Гаврилов М. І., Скоробогатько В. Я., Сявавко М. С. Стійкість математичної моделі сонячної системи і швидкозбіжний метод малого параметра. — Львів, 1996. — 180 с.
- Сявавко М., Рибицька О. Математичне моделювання за умов невизначеності. — Львів: Українські технології, 2000. — 320 с.
- Снітинський В. В., Сявавко М. С., Сохнич А. Я. Землекористування та екологія: Системи підтримки прийняття рішень. — Львів: Українські технології, 2002. — 584 с.

Якщо перші дві є суто математичними, то дві останні мають важливе значення для вдосконалення економіко-математичних методів щодо автоматизації аграрних процесів в економіці та екології. В них автор вперше у вітчизняній науці зосереджує увагу на таких важливих аспектах агроекології та економіки як невизначеність, ризик, нечіткість та некоректність.
Автором опубліковано понад 120 наукових праць, серед яких 45 перекладено і видано за кордоном. В працях М. С. Сявавка вперше в аграрній науці використовується лінгвістичне моделювання, що дає змогу аналізувати не тільки кількісні, а й якісні показники.
Професор Сявавко М. С. підготував 10 кандидатів наук, розробив з лінгвістичного моделювання конспект лекцій для аспірантів-аграрників. Його неодноразово затверджують Головою державної екзаменаційної ради на факультетах математичному та прикладної математики Львівського національного університету ім. Ів. Франка.
Такий підхід дає змогу аналізувати як задачі математичного програмування з нечітко описаними множинами допустимих виборів або й функціями мети, так і деякі типи ігор за невизначених обставин. Така концепція економіко-математичного моделювання дуже важлива в національному і світовому контекстах. Вона дає змогу розробити метод опису причинно-наслідкових зв'язків між розпізнаванням проблеми і параметрами її стану розмовною мовою, вивільнивши дослідження трудомістких процесів збирання та опрацювання великих масивів експертних даних. Це є можливим на основі використання наступних принципів: побудови дерева виводів та фазифікації впливових чинників, побудови нечітких матриць знань, нечіткого логічного вибору і дифазифікації вихідного показника.